# 第一次伊普爾戰役
第一次伊珀尔戰役，亦稱第一次佛兰德戰役（法語：1re Bataille des Flandres），是發生於第一次世界大戰中一場為了爭奪比利時戰略城市伊珀尔的戰役，協約國與德國均視此地為必爭之地。
英國接受比利時國王阿爾貝一世的請求，以保住比利時最後一個城市，並保護英吉利海峽和遠征軍的補給線为目标。而法國希望藉由守住伊珀尔以防止側翼被包抄，德國則試圖從此地向法國加萊與濱海省分進軍。
伊珀尔戰役突顯出軍隊將領指揮上的問題，雙方浪費眾多兵力卻皆沒有取得決定性勝利的機會。特別是英國以往所信賴的海外遠征軍遭受嚴重損失，迫不得已而放棄傳統的志願制度，改採強制徵兵制以補充兵員。 

## 註腳
1. ↑  成功阻止德軍對戰線的突破，奔向大海行動結束